# Reserva de la biosfera de Schorfheide-Chorin
La reserva de la biosfera de Schorfheide-Chorin, a menudo abreviado como Schorfheide, es una reserva natural en el estado alemán de Brandemburgo cerca de la frontera polaca. La reserva se estableció en el año 1990 después de la Reunificación alemana y está bajo la protección del Programa "Hombre y Biosfera" de la UNESCO. Se extiende por los distritos alemanes de Barnim, Uckermark, Märkisch-Oderland y Alto Havel e incorpora un área de 1.291 kilómetros cuadrados. Ciudades notables son Eberswalde, Joachimsthal y Friedrichswalde. El área nuclear de la reserva está formada por el bosque de Schorfheide, uno de los mayores bosques cohesivos de Alemania. 

## Historia
Desde principios de la Edad Media hasta el período de la Guerra de los Treinta Años, el área estuvo bajo la responsabilidad del claustro de Chorin lo que llevó al cultivo de espacios adecuados. Se aclararon los bosques para producir armas para el ejército prusiano, pero los bosques normalmente se reforestaban. Grandes partes de la tierra boscosa se dejaron sin tocar como una zona de caza para la nobleza, que está marcada por la creación de la zona salvaje actual. Durante el Tercer Reich, Hermann Göring eligió este lugar para su residencia en el campo Carinhall. Después de la Segunda Guerra Mundial, los bosques se usaron de nuevo como una zona de caza y ocio exclusiva para los líderes de la Alemania oriental. El título de reserva de la biosfera lo logró en el año 1990 después de una iniciativa del que entonces era Jefe de Estado de la Alemania del Este, Lothar de Maizière.

## Naturaleza y biología
El Schorfheide se formó durante la última edad de hielo. Hoy es un paisaje cultural compuesta por extensos bosques (la mayor parte de los cuales están dominados por robles o pinos), una amplia variedad de cuerpos hídricos como lagos (destacan Werbellinsee, Grimnitzsee y Parsteiner See), lagunas y pantanos renaturalizados, así como brezales. Algunas partes del Schorfheide se dejan como zona virgen.
La reserva de la biosfera de Schorfheide-Chorin es la sede de muchos animales que viven en el bosque como ciervo común o jabalíes. De especial interés y propósito de protección son aquellos animales cuyos hábitats están en peligro en otros lugares de Alemania como castores, nutrias, galápagos europeos y sapos de vientre de fuego europeo. Debido a sus cuerpos hídricos, el área sirve como importante zona de cría y descanso para aves como pigargos europeos y grullas.